# Gaspard de Prony

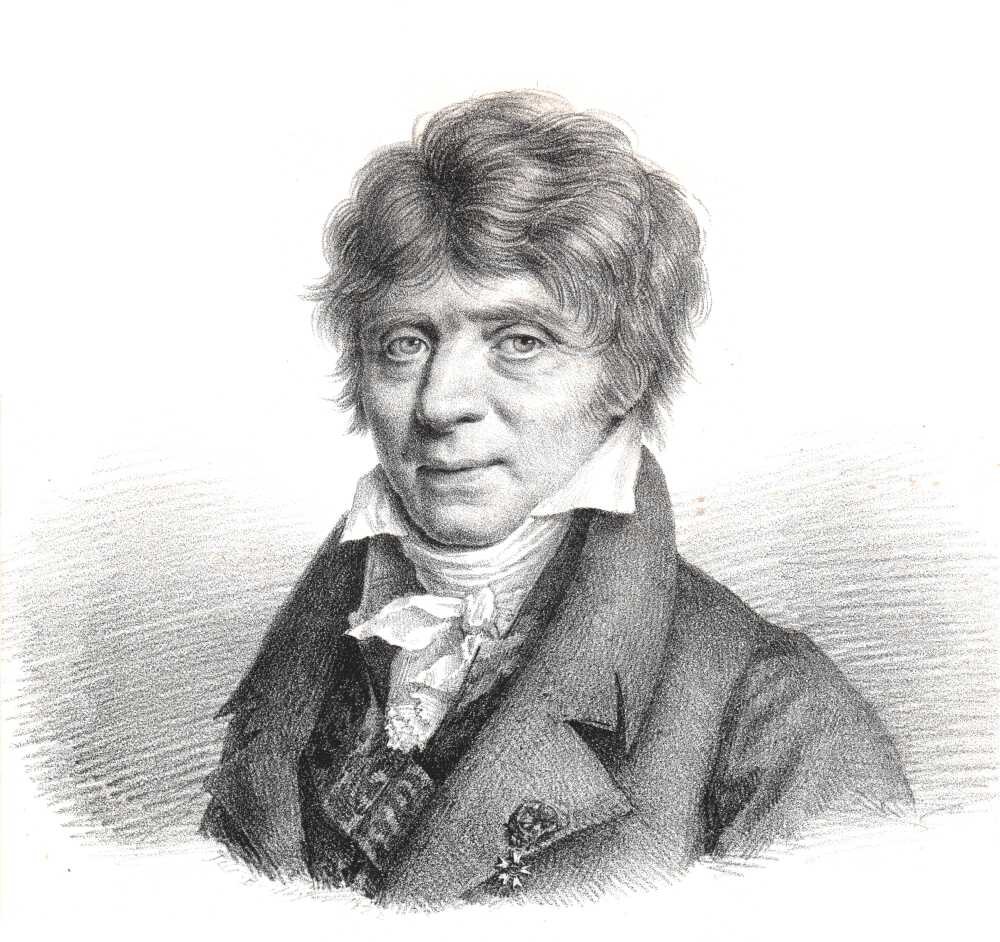
Gaspard de Prony

Gaspard Clair François Marie Riche de Prony (* 22. Juli 1755 in Chamelet (Rhône); † 29. Juli 1839 in Asnières-sur-Seine) war ein französischer angewandter Mathematiker, Hydrauliker und Wasserbauingenieur.

## Leben
De Prony (die Familie hieß ursprünglich Riche) studierte 1776 bis 1779 an der École Nationale des Ponts et Chaussées. 1780 arbeitete er unter Jean-Rodolphe Perronet am Bau des Pont de Neuilly und half diesem 1785 bei der Ausbesserung des Hafens von Dünkirchen. Er begleitete Perronet im selben Jahr nach England, um den exakten Abstand des Observatoriums von Greenwich zu dem von Paris zu bestimmen. 1783 kehrte er als Ingenieur an die École Nationale des Ponts et Chaussées in Paris zurück. Im selben Jahr erschien sein erster Aufsatz über die Statik von Gewölbebögen, der ihm die Aufmerksamkeit von Gaspard Monge brachte. 1787 wurde Prony an der École des Ponts et Chaussées zum Inspektor ernannt und war am Bau des Pont de la Concorde (damals Louis XVI Brücke) in Paris beteiligt, worauf er 1791 Chefingenieur an der École des Ponts et Chaussées wurde. 1792 begann er ein langjähriges Projekt mit Adrien Marie Legendre, Lazare Carnot und anderen Mathematikern zur Erstellung von Trigonometrischen und Logarithmen-Tafeln. Dies wurde durch die Einführung des neuen metrischen Systems nach der französischen Revolution mit der Folge einer Maß-Vereinheitlichung notwendig. Prony wurde hier Mitglied der Kommission zur Einführung des metrischen Systems. Die Arbeit, an der rund 80 Assistenten beteiligt waren, dauerte bis 1801 und die Tafeln wurden 1809 (teilweise) veröffentlicht.

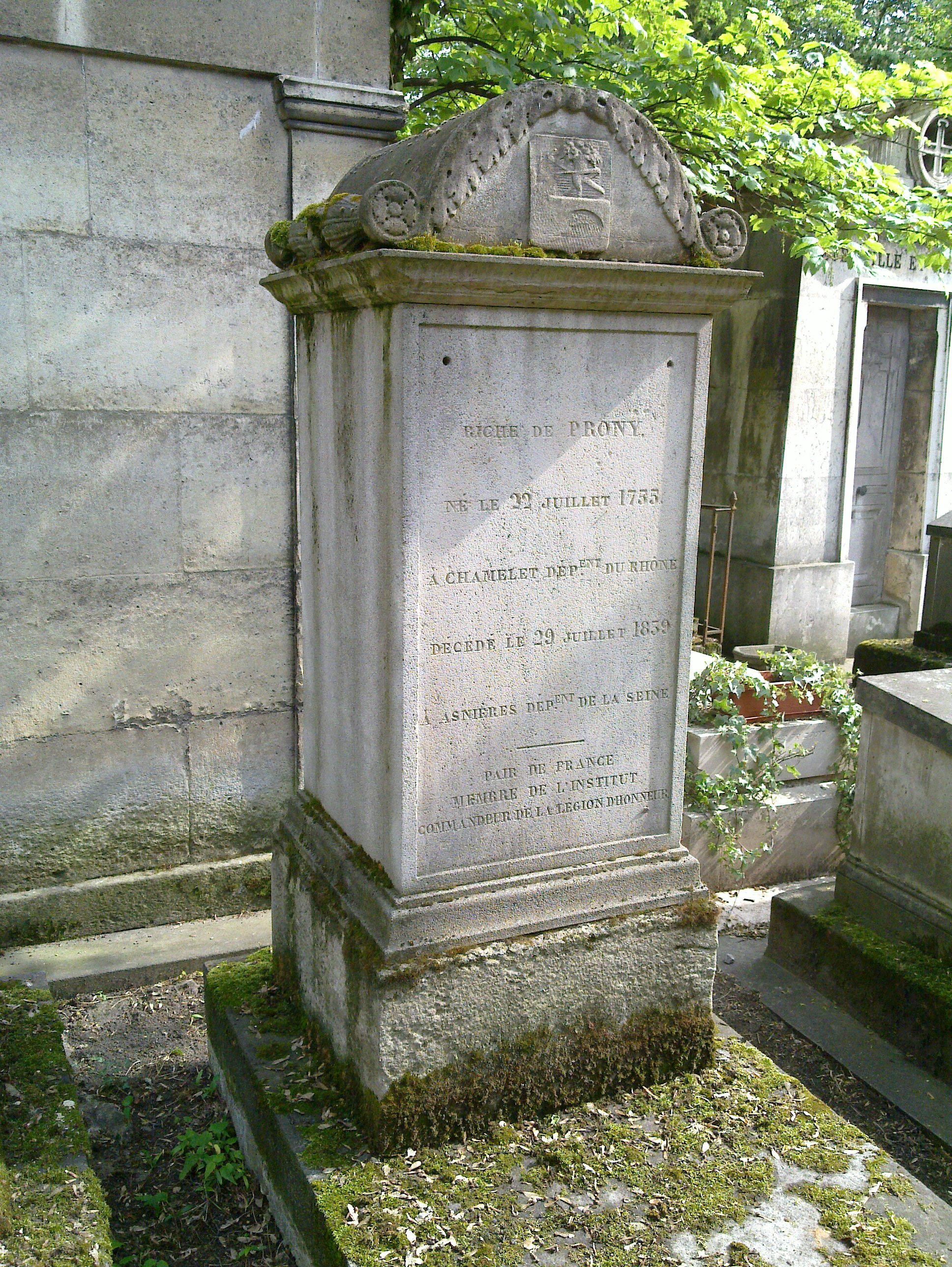
De Pronys Grab auf dem Friedhof Père-Lachaise

1794 wurde er Mathematikprofessor an der neu gegründeten École polytechnique (die von Lazare Carnot und Monge geleitet wurde), 1798 ging er zurück als Direktor an die École Nationale des Ponts et Chaussées. Hauptsächlich weil Prony diesen Posten antreten wollte, verweigerte er auch die Teilnahme an der Ägypten-Expedition von Napoleon Bonaparte, was diesen verärgerte. Schlimmere Folgen blieben aber aus, da de Prony’s Frau mit Josephine Bonaparte befreundet war. Er wurde auch Mitglied des Bureau des Longitudes. Mit der Niederlage Napoleons verlor er 1816 seine Professur an der École Polytechnique, wurde aber kurz darauf dort wieder einer der Prüfer. Er widersetzte sich in späteren Jahren der seiner Meinung nach zu theoretischen mathematischen Ausrichtung des Unterrichts unter Augustin Louis Cauchy, war darin aber erfolglos.
In der Approximationstheorie betrachtete er 1795 das Problem, eine Funktion
{\displaystyle f(x)=\sum _{i=1}^{n}k_{i}\cdot a_{i}^{x}}
mit Konstanten {\displaystyle k_{i}}, {\displaystyle a_{i}} aus ihren Funktionswerten an verschiedenen Stellen {\displaystyle x_{j}} zu gewinnen und schlug hierfür bereits eine Methode vor. Ursprünglich behandelte er ein Problem der Physikalischen Chemie, die Methode fand aber später auch anderswo Anwendung zum Beispiel bei der Signalverarbeitung für Radar und in der Superauflösung in der Mikroskopie. Auch die Erddrucktheorie bereicherte Prony. So fand er für Bestimmung des aktiven Erddrucks auf Stützmauern mit vertikaler Wandlinie eine einfache Beziehung zwischen dem Böschungs- und dem Gleitwinkel, die Karl-Eugen Kurrer als Satz von Prony bezeichnete.
Mehrere Bände von Prony's Vorlesungen an der École Polytechnique und École des Ponts et Chaussées wurden veröffentlicht und waren damals weit verbreitete Lehrbücher für französische Ingenieure. Am 20. November 1795 wurde er Mitglied der Académie des sciences in Paris. 1818 wurde er als auswärtiges Mitglied (Foreign Member) in die Royal Society aufgenommen.
1805 wurde er zum auswärtigen Mitglied der Göttinger Akademie der Wissenschaften gewählt. Seit 1807 war er auswärtiges Mitglied der Bayerischen Akademie der Wissenschaften, seit 1809 korrespondierendes Mitglied der Königlich Niederländischen Akademie der Wissenschaften und seit 1820 Ehrenmitglied der Royal Society of Edinburgh.
Er ist namentlich auf dem Eiffelturm verewigt, siehe: Die 72 Namen auf dem Eiffelturm.

## Schriften (Auswahl)
- Architecture hydraulique. 2 Bände. Didot, Paris, 1790, 1796. (Digitalisat Band 1)
- Neue Architektura Hydraulika. Andreä, Frankfurt am Main 1795. (Digitalisat Band 1,1)
- Lecons de mécanique analytique. Didot, Paris 1810. (Band 2)
- Theoretisch-praktische Abhandlung über die Leitung des Wassers in Kanälen und Röhrenleitungen. Heyer, Gießen 1812. (Digitalisat)